# Gastrorchis pulchra
Gastrorchis pulchra är en orkidéart som beskrevs av Jean-Henri Humbert och Joseph Marie Henry Alfred Perrier de la Bâthie. Gastrorchis pulchra ingår i släktet Gastrorchis och familjen orkidéer.
Artens utbredningsområde är Madagaskar. Inga underarter finns listade i Catalogue of Life.